# Hipismo nos Jogos Pan-Americanos de 1975
As competições de hipismo nos Jogos Pan-Americanos de 1975 foram realizadas na Cidade do México, no México. Seis eventos concederam medalhas.

## Medalhistas
| Evento                            | Ouro                                | Prata                             | Bronze                            |
| --------------------------------- | ----------------------------------- | --------------------------------- | --------------------------------- |
| Saltos individual detalhes        | Fernando Senderos MEX México        | Buddy Brown USA Estados Unidos    | Michael Matz USA Estados Unidos   |
| Saltos por equipes detalhes       | USA Estados Unidos                  | MEX México                        | CAN Canadá                        |
| Adestramento individual detalhes  | Christilot Boylen-Hanson CAN Canadá | John Winnett USA Estados Unidos   | Dorothy Morkis USA Estados Unidos |
| Adestramento por equipes detalhes | USA Estados Unidos                  | CAN Canadá                        | BRA Brasil                        |
| CCE individual detalhes           | Tad Coffin USA Estados Unidos       | Bruce Davidson USA Estados Unidos | David Bárcenas MEX México         |
| CCE por equipes detalhes          | USA Estados Unidos                  | CAN Canadá                        | MEX México                        |

## Quadro de medalhas
| Ordem | País               | Medalha de ouro | Medalha de prata | Medalha de bronze |    |
| ----- | ------------------ | --------------- | ---------------- | ----------------- | -- |
| 1     | USA Estados Unidos | 4               | 3                | 2                 | 9  |
| 2     | CAN Canadá         | 1               | 2                | 1                 | 4  |
| 3     | MEX México         | 1               | 1                | 2                 | 4  |
| 4     | BRA Brasil         |                 |                  | 1                 | 1  |
| TOTAL | TOTAL              | 6               | 6                | 6                 | 18 |

## Ligação externa
- Jogos Pan-Americanos de 1975